# ATC kod B02
ATC kod B02 Antihemoragici su terapeutska podgrupa sistema za anatomsko terapeutsko hemijsku klasifikaciju. Ovaj sistem alfanumeričkih kodova je razvio  za klasifikaciju lekova i drugih medicinskih proizvoda.  Podgrupa B02 je deo anatomske grupe B Krv i organi koji formiraju krv.

Kodovi za veterinarsku upotrebu (ATCvet kodovi) se mogu formirati stavljanjem slova Q ispred humanih ATC kodova: QB02... 
Nacionalna izdanja ATC klasifikacije mogu da obuhvataju dodatne kodove koji nisu prisutni na ovoj listi.

### B02AAAminokiseline
B02AA01 Aminokaproinska kiselina
B02AA02 Traneksaminska kiselina
B02AA03 Aminometilbenzoinska kiselina

### B02AB Inhibitoriproteinaze
B02AB01 Aprotinin
B02AB02 Alfa1 antitripsin
B02AB04 Kamostat

## B02BVitamin Kand other hemostatici

### B02BA Vitamin K
B02BA01 Fitomenadion
B02BA02 Menadion

### B02BBFibrinogen
B02BB01 Human fibrinogen

### B02BC Lokalni hemostatici
B02BC01 Apsorbivi gelatinski sunđer
B02BC02 Oksidovana celuloza
B02BC03 Hidroksimetilestar tetragalakturonske kiselina
B02BC05 Adrenalon
B02BC06 Trombin
B02BC07 Kolagen
B02BC08 Kalcijum alginat
B02BC09 Epinefrin
B02BC10 Fibrinogen
B02BC30 Kombinacije

### B02BD Krvni koagulacioni faktori
B02BD01 Koagulacioni faktor IX, II, VII i X u kombinaciji
B02BD02 Koagulacioni faktor VIII
B02BD04 Koagulacioni faktor IX
B02BD05 Koagulacioni faktor VII
B02BD06 Fon Vilebrandov faktor i koagulacioni faktor VIII u kombinaciji
B02BD07 Koagulacioni  faktor XIII
B02BD08 Eptakog alfa (aktivirani)
B02BD09 Nonakog alfa
B02BD10 Fon Vilebrandov faktor
B02BD11 Katridekacog
B02BD30 Trombin

### B02BX Drugi sistemski hemostatici
B02BX01 Etamsilat
B02BX02 Karbazohrom
B02BX03 Batroksobin
B02BX04 Romiplostim
B02BX05 Eltrombopag